# Deodhar Trophy 2019/20
Die Deodhar Trophy 2019/20 war die 47. Ausgabe des indischen List-A-Cricket-Wettbewerbes.

## Format
Die Mannschaften spielen in einer Gruppe gegen jede andere Mannschaft. Die beiden Erstplatzierten spielen anschließend im Finale den Gewinner des Wettbewerbes aus.

## Stadion
Die Spiele werden in einem neutralen Stadien ausgetragen.
| Stadion                            | Stadt  | Kapazität |
| ---------------------------------- | ------ | --------- |
| JSCA International Stadium Complex | Ranchi | 40.000    |

## Kaderlisten
Die Kader wurden am 24. Oktober 2019 bekanntgegeben.
| List A | List A | List A |
| India A | India B | India C |
| --- | --- | --- |
| - Hanuma Vihari (K) - Shahbaz Ahmed - Ravichandran Ashwin - Ravi Bishnoi - Abhimanyu Easwaran - Siddarth Kaul - Amandeep Khare - Ishan Kishan (wk) - Bhargav Merai - Devdutt Padikkal - Prithvi Raj - Abhishek Raman - Jaydev Unadkat - Vishnu Vinod - Sandeep Warrier | - Parthiv Patel (K, wk) - Baba Aparajith - Ruturaj Gaikwad - Krishnappa Gowtham - Kedar Jadhav - Yashasvi Jaiswal - Roosh Kalaria - Shahbaz Nadeem - Priyank Panchal - Nitish Rana - Anukul Roy - Vijay Shankar - Mohammed Siraj | - Shubman Gill (K) - Mayank Agarwal - Priyam Garg - Dinesh Karthik (wk) - Avesh Khan - Dhawal Kulkarni - Mayank Markande - Axar Patel - Diwesh Pathania - Ishan Porel - Anmolpreet Singh - Virat Singh - Jalaj Saxena - Suryakumar Yadav |

## Resultate

### Gruppenphase
Tabelle
Die Tabelle der Saison nahm am Ende die nachfolgende Gestalt an.
| Teams   | Sp. | S | N | U | R | NR | Punkte | NRR    |
| ------- | --- | - | - | - | - | -- | ------ | ------ |
| India C | 2   | 2 | 0 | 0 | 0 | 0  | 8      | +3.680 |
| India B | 2   | 1 | 1 | 0 | 0 | 0  | 4      | −0.280 |
| India A | 2   | 0 | 2 | 0 | 0 | 0  | 0      | −3.400 |

Spiele
| 31. Oktober Scorecard | Ranchi | India B 302-6 (50)           | – | India A 194 (47.2) |
|                       |        | India B gewinnt mit 108 Runs |   |                    |

| 1. November Scorecard | Ranchi | India C 366-3 (50)           | – | India A 134 (29.5) |
|                       |        | India C gewinnt mit 232 Runs |   |                    |

| 2. November Scorecard | Ranchi | India C 280-5 (50)           | – | India B 144 (43.4) |
|                       |        | India C gewinnt mit 136 Runs |   |                    |

### Finale
| 4. November Scorecard | Ranchi | India B 283-7 (50)          | – | India C 232-9 (50) |
|                       |        | India B gewinnt mit 51 Runs |   |                    |